# Erwin Blask
Erwin Blask   (Wydminy, 20 de març de 1910 - Frankfurt del Main, 6 de febrer de 1999) va ser un atleta alemany, especialista en el llançament de martell, que va competir entre les dècades de 1930 i 1950.
El 1936 va prendre part en els Jocs Olímpics de Berlín, on va guanyar la medalla de plata en la prova del llançament de martell del programa d'atletisme.
L'agost de 7 d'agost de 1938 aconseguí el rècord del món del llançament de martell amb un llançament de 58,13 metres, però dues setmanes després el va perdre en favor del seu compatriota Karl Hein, que llançà el martell a 58,77 cm. A finals d'aquell mateix mes d'agost l'aconseguí recuperar, amb un llançament de 59,00 cm i no el va perdre fins 10 anys més tard, el 1948.
En el seu palmarès també destaca una medalla de plata al Campionat d'Europa d'atletisme de 1938 i cinc títols nacionals de llançament de martell (1935, 1939-40, 1950-51) i dos de llançament de pes (1933 i 1934).

## Millors marques
- llançament de martell. 59,00 cm (1938)[2]